# Radeck
Radeck (biał. Радзецк; ros. Радецк) – wieś na Białorusi, w obwodzie brzeskim, w rejonie prużańskim, w sielsowiecie Wielkie Sioło, przy Parku Narodowym „Puszcza Białowieska”.
Dawniej wieś i majątek ziemski. W dwudziestoleciu międzywojennym leżał w Polsce, w województwie poleskim, w powiecie prużańskim.
W miejscowości znajduje się cmentarz prawosławny z kaplicą pw. św. Mikołaja Cudotwórcy, administrowany przez parafię w Murawie.